# Griechisch-römisches Ringen

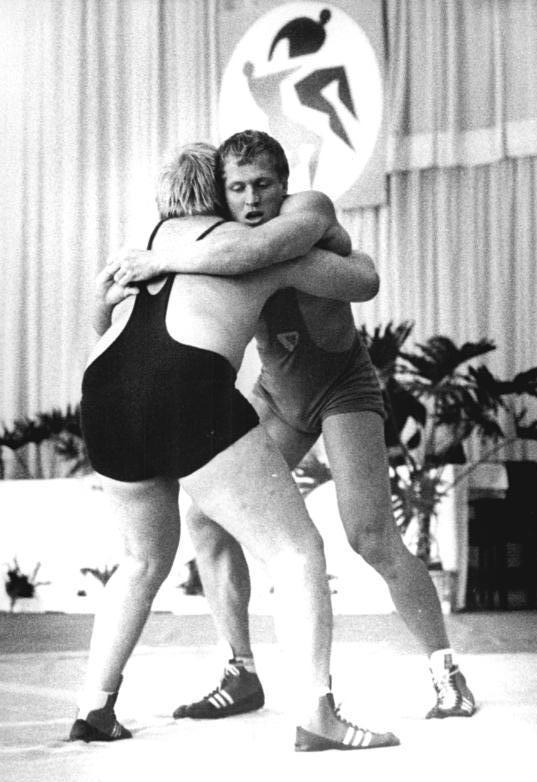
Standkampf im griechisch-römischen Ringen: Die Kontrahenten versuchen, einen Griff oberhalb der Gürtellinie des Gegners anzusetzen.

Das Ringen im griechisch-römischen Stil (auch Greco als Abkürzung des englischen Greco-Roman) ist eine Variante des Ringens. Zusammen mit dem Freistilringen bildet es die Ringsport-Disziplinen bei den Olympischen Spielen.

## Regeln
Beim Ringen stehen sich zwei Kontrahenten auf einer meist quadratischen Matte gegenüber. Ein auf die Matte gedruckter roter Kreis mit einem Durchmesser von etwa drei Metern dient den Kämpfern als Orientierung. Als Mattenbegrenzung dient ein weißer Ring, dessen Durchmesser etwa sechs Meter beträgt. Der Kampf ist in zwei dreiminütige Kampfabschnitte mit einer 30-sekündigen Pause aufgeteilt. Ziel ist, den Gegner aus dem Stand in die Bodenlage und mit beiden Schultern auf die Matte zu legen.
Verboten sind generell alle Aktionen, die die Gesundheit eines Ringers gefährden: z. B. Schlagen, Treten, Würgen, Überdehnen der Gelenke, das Fassen einzelner Finger oder das Ziehen an Haaren oder Geschlechtsteilen. Auch darf der Gegner nicht zwischen Augenbrauen und Mund gefasst werden. Untersagt ist ebenfalls das Sprechen auf der Matte. Kampfziele, -stätte und -zeit sind somit im griechisch-römischen und im Freistilringen identisch.

## Griffe und Techniken

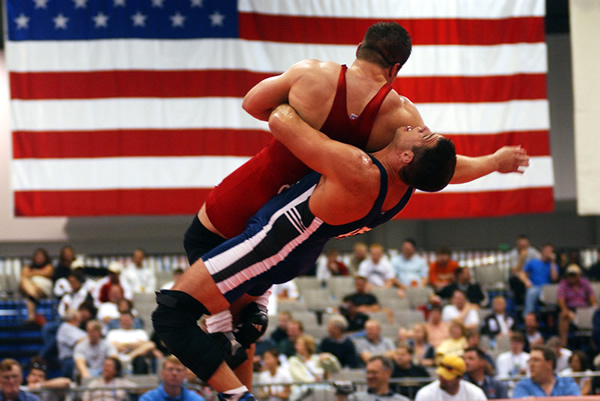
Griffe an die Beine des Gegners sind verboten. Beim Untergriff mit anschließendem Überwurf (Bild) wird diese Regel eingehalten.

Im griechisch-römischen Stil sind nur Griffe oberhalb der Gürtellinie erlaubt, während beim Freistilringen auch Angriffe mit den eigenen Beinen und gegen die Beine des Gegners gestattet sind. Typische Griffe im griechisch-römischen Ringen:
- Der Armzug ist ein Griff im Standkampf, bei dem der Ringer an einem Arm des Gegners zieht und ihn damit Richtung Matte herunterreißt. Grundtechnik ist, den Arm über die Schulter zu ziehen und selbst auf die Knie zu gehen, um den Gegner aus dem Stand auf die Matte zu zwingen. Daneben gibt es mehrere Variationen des Armzugs.
- Der Kopfzug oder Kopfhüftschwung ist ähnlich dem Armzug, jedoch wird hier mit einem Arm der Kopf umklammert und eine Drehbewegung ausgeführt, um den Gegner, meistens aus dem Stand, auf die Matte zu befördern.

## Geschichte
Im Jahr 708 v. Chr. wurde das Ringen in die Olympischen Spiele der Antike aufgenommen.
Die ersten Ringerturniere der Neuzeit, darunter die ersten Weltmeisterschaften und das olympische Ringerturnier von 1896 in Athen, wurden im griechisch-römischen Stil ausgetragen. Das Freistilringen, das seinen Ursprung in angelsächsischen Ländern hat, wurde erst 1904 in St. Louis olympische Disziplin.
In Europa hielten Ungarn und Deutschland in den 1920er Jahren die Vormachtstellung im griechisch-römischen Stil. In der Zeit von 1930 bis zum Zweiten Weltkrieg waren Ringer aus Schweden und Finnland die besten der Welt. Nach dem Zweiten Weltkrieg begann die Dominanz sowjetischer Ringer sowohl im griechisch-römischen als auch im freien Stil. Daneben entwickelten sich auch in anderen Ländern in Ost- und Südosteuropa Hochburgen im griechisch-römischen Stil. So sind vor allem hier Rumänien, Ungarn und Jugoslawien zu nennen.
Russland blieb nach dem Zusammenbruch der Sowjetunion führende Nation im griechisch-römischen Stil, jedoch entwickelten sich in den ehemaligen Staaten der Sowjetunion nun auch stärkere werdende Ringer. Kasachstan, Kuba, die Türkei und Südkorea bildeten um die Jahrtausendwende meist die Verfolgergruppe Russlands im Medaillenspiegel. Auch weitere ehemalige Sowjetrepubliken wie Aserbaidschan, Armenien, Georgien und die Ukraine sind in der Weltspitze etabliert. Allgemein ist die Zahl der Länder, die bei internationalen Turnieren Medaillen gewinnen können, stark gewachsen. Mit Asien, (Nord-)Amerika und Europa gibt es drei Kontinente, aus denen erfolgreiche Greco-Ringer kommen.